# Acaster Malbis
Acaster Malbis – wieś w Anglii, w hrabstwie ceremonialnym North Yorkshire, w dystrykcie (unitary authority) York. Leży 7 km na południe od miasta York i 274 km na północ od Londynu.